# Chen Shui-bian
Chen Shui-bian (en xinès: 陳水扁, pinyin: Chén Shuǐbiǎn; pe̍h-ōe-jī: Tân Chúi-píⁿ) (Guantian, Taiwan, 1950) és un advocat i polític que va ser el president de la República de la Xina a Taiwan des del 20 de maig de 2000 fins al 20 de maig de 2008. Reelegit en les eleccions de 2004, va abandonar el càrrec al final del seu segon mandat, l'any 2008, a causa de la limitació constitucional de dos mandats. També fou l'alcalde de Taipei del 25 de desembre de 1994 al 25 de desembre de 1998.
Conegut popularment com A-bian (阿扁, Ābiǎn), la seva pujada al poder, com a candidat del Partit Democràtic Progressista (PPD), va posar fi a més de cinquanta anys de govern del partit nacionalista xinès Kuomintang a Taiwan.
El dia 11 de setembre de 2009 fou condemnat a cadena perpètua per corrupció, però va ser deixat en llibertat condicional el 2015 per motius mèdics.